# Yvon Péan
Yvon Péan dit Guérin Defontaine, né le 8 juillet 1928 à Fontaine-Guérin, mort le 27 janvier 2009 à Saint-Barthélemy-d'Anjou, est un écrivain français du parler angevin, Chevalier de l'Ordre national du Mérite.

## Biographie
Né le 8 juillet 1928 à Fontaine-Guérin, fils d’agriculteur, Yvon Péan doit quitter la maison familiale pour aller travailler dans les fermes voisines. Il découvre alors le monde agricole.
Devenant journaliste agricole, et syndicaliste agricole, il va dynamiser et unifier le milieu agricole angevin, notamment en créant la Fédération des Aînés Ruraux d’Anjou. À travers les hommes et les livres, il découvre le Parler d’Anjou (terme qu’il préfère au mot « patois », car celui-ci est en fait une langue régionale qui couvre un plus grand territoire, avec des règles d’orthographe que le parler d’Anjou ignore), et en devient l’un des défenseurs et conservateurs.
Membre fondateur de la Jeunesse agricole chrétienne de Beaufort-en-Vallée, il devient par la suite sous-directeur de la coopérative de Baugé en 1966. Yvon Péan préside également le Comice agricole de Beaufort-en-Vallée. Il est à l'origine de la fusion des deux anciens clubs de football (Le CLSB et l’Intrépide) en créant l'Union Sportive Beaufortaise de Football.
Journaliste agricole au sein de l'Anjou Agricole à la Chambre d'Agriculture de Maine-et-Loire, il est également syndicaliste agricole à la FDSEA. Yvon Péan termine sa carrière professionnelle au sein de la CMRA, responsable notamment de la prévention routière auprès des jeunes.
Il est membre de l'Académie des amis d'Alphonse Allais (A.A.A.A).
Yvon Péan crée la Fédération des Aînés Ruraux. Il devient président puis président honoraire de la Fédération des Aînés Ruraux d'Anjou. Il est également membre de l'Association Internationale des Écrivains Paysans (Association fondée en 1972 par Jean Robinet et Jean-Louis Quéreillahc dont il devient le secrétaire national de 1983 à 1990). Dans le cadre de ses responsabilités syndicales au sein de la FNSEA, il participe à de nombreuses réunions auprès de la Commission européenne, présidée alors par Jacques Delors. Il anime chaque année la Fête des Battages, manifestation organisée par le Comité des Fêtes de Fontaine-Guérin.
Le 18 décembre 2010, la commune de Fontaine-Guérin rebaptise la salle des fêtes qui porte à présent le nom de salle Yvon Péan

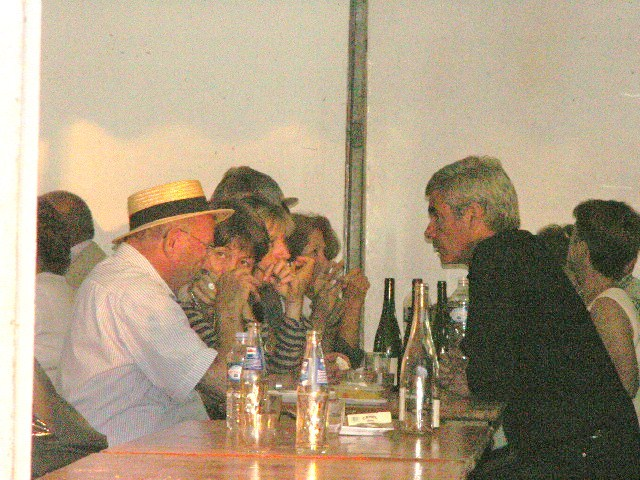
Yvon Péan & Jean-Charles Taugourdeau, Député-Maire de Beaufort en Vallée, Fêtes des Battages du 12 août 2007.

## L'écrivain et le conteur
Sa rencontre avec Emile Joulain (dont il devient le chauffeur puis le secrétaire général de 1983 à 1989) est déterminante.
En sa compagnie, il découvre la culture paysanne authentique. Yvon Péan écrit alors ses premiers « Rimiaux », et accompagnera son « maître » dans la promotion et la défense de ce Parler. Il fonde par exemple avec lui l’association des Compagnons des Terroirs, dont il fut l'un des animateurs.
Il fait partager son regard sur la société et son humour caustique[non neutre] sur les ondes de Radio Angers 101 (station créée en 1981 devenue en 1991 "Fréquence 1" avant de disparaître en 1998, absorbée par Chérie FM, puis devient chroniqueur dans Le Courrier de l'Ouest avec le billet « Vu de mon clocher ».
Dans le même temps il développe au fil des années une œuvre abondante et variée. 
En 1980, Traits et portraits en parler de Loire, "La révolte du maïs" en 1985 sur la question des OGM, une biographie d’Eusèbe Biotteau en 1988, d’Emile Joulain en 1990, "Malices du Terroir" et "Le vagabond de Peyrenère" (en 1992), "Ma foi... oui" (1998), "Dans les pas d'Émile Joulain" (2000), "Au goutte à goutte" (2003), et enfin il clôt son œuvre en 2005 par deux ouvrages marquants : "Causer pour dire", un livre de rimiaux dans la pur tradition, accompagnée d’un CD puisque pour lui « les rimiaux ça se 
lit avec les oreilles », et Vieux mots d'un terroir, un lexique (accompagné de rimiaux) des mots et expressions qu’il a défendu et fait partager durant toute sa vie.
Yvon Péan, disciple d’Emile Joulain, fut l’un des derniers grands défenseurs du Parler d’Anjou, et de la culture paysanne, auquel tous les gens qui l’ont lu, entendu, ou fréquenté rendent aujourd’hui hommage.

## Œuvres
- 1980 : Traits et portraits en parler de Loire, rimiaux
- 1985 : La révolte du maïs, témoignage
- 1988 : Eusèbe Biotteau, vigneron angevin, témoignage (réédité en 1998)
- 1990 : Émile Joulain tel que lui-même, témoignage
- 1992 : Malices du Terroir, recueil d'humour
- 1992 : Le Vagabond de Peyrenère, roman
- 1998 : Ma foi... oui, poésie et rimiaux
- 1999 : Hardi Marcassin
- 2000 : Dans les pas d'Émile Joulain, témoignage
- 2001 : Vu de mon clocher
- 2003 : Au goutte à goutte, réflexions
- 2005 : Causer pour dire, rimiaux
- 2005 : Vieux mots d'un terroir, dictionnaire.